# Коропчик
Коропчик (укр. Коропчик) — село в Поморянской поселковой общине Золочевского района Львовской области Украины.
Население по переписи 2001 года составляло 46 человек. Занимает площадь 0,258 км². Почтовый индекс — 80753. Телефонный код — 3265.